# هاینز شیلر
هاینز شیلر (فرانسوی: Heinz Schiller‎؛ زادهٔ ۲۵ ژانویهٔ ۱۹۳۰ در فروآنفلد، درگذشتهٔ ۲۶ مارس ۲۰۰۷ در مونتانا) رانندهٔ مسابقات اتومبیل‌رانی فرمول یک اهل سوئیس بود که در فصل ۱۹۶۲ در مجموع در یک گراند پری شرکت کرد، اما موفق به کسب هیچ امتیازی نشد.
شیلر در ۲۶ مارس ۲۰۰۷ در مونتانا درگذشت.